# Luciano Darderi
Luciano Darderi (ur. 14 lutego 2002 w Villa Gesell) – włoski tenisista, olimpijczyk z Paryża (2024).

## Kariera tenisowa
W turniejach ATP Tour zdobył dwa singlowe tytuły.
Ponadto w karierze zwyciężył w trzech singlowych oraz czterech deblowych turniejach cyklu ATP Challenger Tour. Wygrał również dwa singlowe oraz trzy deblowe turnieje rangi ITF.
W 2024 podczas igrzysk olimpijskich w Paryżu wystąpił w turnieju singlowym, gdzie odpadł w pierwszej rundzie po porażce z Tommym Paulem. Ponadto, startując w parze z Lorenzo Musettim odpadł również w pierwszej rundzie rozgrywek deblowych, przegrywając z parą Nicolás Jarry–Alejandro Tabilo.
W rankingu gry pojedynczej najwyżej był na 32. miejscu (5 sierpnia 2024), a w klasyfikacji gry podwójnej na 104. pozycji (8 sierpnia 2022).

### Finały w turniejach ATP Tour
| Legenda                                      |
| -------------------------------------------- |
| Wielki Szlem                                 |
| Igrzyska olimpijskie                         |
| Tennis Masters Cup / ATP Finals              |
| ATP Masters Series / ATP Tour Masters 1000   |
| ATP International Series Gold / ATP Tour 500 |
| ATP International Series / ATP Tour 250      |

#### Gra pojedyncza (2–0)
| Końcowy wynik | Nr | Data            | Turniej   | Nawierzchnia | Przeciwnik        | Wynik finału   |
| ------------- | -- | --------------- | --------- | ------------ | ----------------- | -------------- |
| Zwycięzca     | 1. | 11 lutego 2024  | Córdoba   | Ceglana      | Facundo Bagnis    | 6:1, 6:4       |
| Zwycięzca     | 2. | 6 kwietnia 2025 | Marrakesz | Ceglana      | Tallon Griekspoor | 7:6(3), 7:6(4) |

### Zwycięstwa w turniejach ATP Challenger Tour

#### Gra pojedyncza
| Końcowy wynik | Nr | Data              | Turniej | Nawierzchnia | Przeciwnik     | Wynik finału     |
| ------------- | -- | ----------------- | ------- | ------------ | -------------- | ---------------- |
| Zwycięzca     | 1. | 19 sierpnia 2023  | Todi    | Ceglana      | Clément Tabur  | 6:4, 6:7(5), 6:1 |
| Zwycięzca     | 2. | 12 listopada 2023 | Lima    | Ceglana      | Mariano Navone | 4:6, 6:3, 7:5    |
| Zwycięzca     | 3. | 16 czerwca 2024   | Perugia | Ceglana      | Sumit Nagal    | 6:1, 6:2         |

#### Gra podwójna
| Końcowy wynik | Nr | Data                 | Turniej      | Nawierzchnia | Partner              | Przeciwnicy                                | Wynik finału    |
| ------------- | -- | -------------------- | ------------ | ------------ | -------------------- | ------------------------------------------ | --------------- |
| Zwycięzca     | 1. | 23 października 2021 | Buenos Aires | Ceglana      | Juan Bautista Torres | Hernán Casanova Santiago Rodríguez Taverna | 7:6(5), 7:6(10) |
| Zwycięzca     | 2. | 28 maja 2022         | Vicenza      | Ceglana      | Francisco Comesaña   | Matteo Gigante Francesco Passaro           | 6:3, 7:6(4)     |
| Zwycięzca     | 3. | 18 czerwca 2022      | Parma        | Ceglana      | Fernando Romboli     | Denys Mołczanow Igor Zelenay               | 6:2, 6:3        |
| Zwycięzca     | 4. | 25 czerwca 2022      | Mediolan     | Ceglana      | Fernando Romboli     | Diego Hidalgo Cristian Rodríguez           | 6:4, 2:6, 10–5  |